# 聖斐理伯內利堂 (羅馬)
聖斐理伯內利堂（Oratorio dei Filippini）是義大利羅馬的一座建築，修建於1637年至1650年，由建築家弗朗切斯科·博罗米尼監督修建。這座教堂和新堂相鄰。聖斐理伯內利堂屬於巴洛克式建築，自1640年開始使用。